# Keiko O’Brien
Keiko O’Brien, är en fiktiv rollfigur i Star Treks universum och porträtteras av Rosalind Chao i TV-serien Star Trek: Deep Space Nine och i Star Trek: The Next Generation.

## Biografi
Keiko O’Brien, född Keiko Ishikawa i Japan, Jorden. Keiko introduceras i serien som civil botanist på USS Enterprise (NCC-1701-D) i dess arboretum. Gift med Miles O’Brien år 2367. Miles och Keiko O’Brien fick sitt första barn Molly O’Brien 2368. Keiko födde barnet i Ten-Forward på rymdskeppet Enterprise. Barnet föds under dramatiska former då skeppet lider av allvarliga systemfel. 
När Miles O’Brien blir posterad på Deep Space Nine följer Keiko med. På rymdstationen saknas dock möjlighet att arbeta som botanist och Keiko startar med stöd av Benjamin Sisko skola på stationen. Skolor har tidigare saknats på Deep Space Nine. 
Skolan leds av Keiko fram tills år 2371 då barnen slutar i skolan på grund av krigsrisk och invasionshot av Dominion. Under detta år leder Keiko, som chefsbotanist, under en expedition till Bajor. Under hennes andra graviditet sker en olycka med Keiko inblandad som tvingar henne till akut operation. Dr Bashir lyckades rädda Keiko, men för att rädda barnet så var han tvungen att implantera det i Kira Nerys. År 2373 födde Kira familjen O’Briens andra barn, Kirayoshi O’Brien.
Keiko och barn lämnar Deep Space Nine samma år, då åter Dominion hotar stationen. De återvände inte igen förrän i slutet av 2374. Hela familjen återvänder till jorden permanent när Miles tog ett lärarjobb inom stjärnflottan. 